# Ciclismo en los Juegos Olímpicos de Londres 2012 – Cross-country masculino
El evento de Cross-country masculino de ciclismo en los Juegos Olímpicos de Londres 2012 tuvo lugar el 12 de agosto en Hadleigh Farm.

## Horario
Todos los horarios están en Tiempo Británico (UTC+1)
| Fecha                         | Tiempo | Ronda |
| ----------------------------- | ------ | ----- |
| Domingo, 12 de agosto de 2012 | 13:30  | Final |

## Clasificación
| Evento                       | Ranking por nación | Clasificados | Ciclistas por CON |
| ---------------------------- | ------------------ | --- | ----------------- |
| Ranking de la UCI            | 1º al 5º           | Suiza (SUI) · Francia (FRA) · República Checa (CZE) · España (ESP) · Alemania (GER) | 3                 |
| Ranking de la UCI            | 6º al 13º          | Italia (ITA) · Países Bajos (NED) · Sudáfrica (RSA) · Estados Unidos (USA) · Austria (AUT) · Canadá (CAN) · Polonia (POL) · Bélgica (BEL) ·                                                      | 2                 |
| Ranking de la UCI            | 14º al 24º         | Reino Unido (GBR) · Suecia (SWE) · Australia (AUS) · Japón (JPN) · Brasil (BRA) · Ucrania (UKR) · Hungría (HUN) · Rusia (RUS) · Argentina (ARG) · Grecia (GRE) · Chipre (CYP) · Portugal (POR) · | 1                 |
| Campeonato de África         | 1º y 2º            | Namibia (NAM) · Ruanda (RWA) | 1                 |
| Campeonato de América        | 1º y 2º            | Colombia (COL) · Costa Rica (CRC) | 1                 |
| Campeonato de Asia           | 1º y 2º            | República Popular China (CHN) · Hong Kong (HKG) | 1                 |
| Campeonato de Oceanía        | 1                  | Nueva Zelanda (NZL) | 1                 |
| Plaza adicional para Oceanía |                    | Guam (GUM) | 1                 |
| Total                        |                    | | 50                |

## Resultados
La lista completa de los ciclista fue publicada el 26 de julio de 2012.
| Rank              | Ciclista                     | Tiempo  |
| ----------------- | ---------------------------- | ------- |
| Medalla de oro    | Jaroslav Kulhavý (CZE)       | 1:29:07 |
| Medalla de plata  | Nino Schurter (SUI)          | 1:29:08 |
| Medalla de bronce | Marco Aurelio Fontana (ITA)  | 1:29:32 |
| 4                 | José Antonio Hermida (ESP)   | 1:29:36 |
| 5                 | Burry Stander (RSA)          | 1:29:37 |
| 6                 | Carlos Coloma (ESP)          | 1:30:07 |
| 7                 | Manuel Fumic (GER)           | 1:30:31 |
| 8                 | Geoff Kabush (CAN)           | 1:30:43 |
| 9                 | Alexander Gehbauer (AUT)     | 1:31:16 |
| 10                | Todd Wells (USA)             | 1:31:28 |
| 11                | Stéphane Tempier (FRA)       | 1:31:30 |
| 12                | Jan Škarnitzl (CZE)          | 1:31:48 |
| 13                | Gerhard Kerschbaumer (ITA)   | 1:32:02 |
| 14                | Ondřej Cink (CZE)            | 1:32:16 |
| 15                | Samuel Schultz (USA)         | 1:32:29 |
| 16                | Marek Konwa (POL)            | 1:32:41 |
| 17                | Rudi van Houts (NED)         | 1:32:53 |
| 18                | Ralph Näf (SUI)              | 1:32:58 |
| 19                | Kevin van Hoovels (BEL)      | 1:33:01 |
| 20                | Karl Markt (AUT)             | 1:33:18 |
| 21                | Daniel McConnell (AUS)       | 1:33:22 |
| 22                | Sergio Mantecón (ESP)        | 1:33:46 |
| 23                | David Rosa (POR)             | 1:33:50 |
| 24                | Rubens Valeriano (BRA)       | 1:34:23 |
| 25                | Florian Vogel (SUI)          | 1:34:36 |
| 26                | Catriel Soto (ARG)           | 1:35:13 |
| 27                | Kohei Yamamoto (JPN)         | 1:35:26 |
| 28                | Hector Paez (COL)            | 1:36:02 |
| 29                | Jean-Christophe Péraud (FRA) | 1:37:07 |
| 30                | Marc Bassingthwaighte (NAM)  | 1:37:17 |
| 31                | Sergiy Rysenko (UKR)         | 1:37:32 |
| 32                | Piotr Brzózka (POL)          | 1:38:37 |
| 33                | Periklis Ilias (GRE)         | 1:38:51 |
| 34                | Moritz Milatz (GER)          | 1:38:59 |
| 35                | Philip Buys (RSA)            | 1:40:11 |
| 36                | Paolo Montoya (CRC)          | 1:41:19 |
| 37                | Evgeniy Pechenin (RUS)       | 1:41:40 |
| 38                | Chan Chun Hing (HKG)         | 1:41:59 |
| 39                | Adrien Niyonshuti (RWA)      | 1:42:46 |
| 40                | Marios Athanasiadis (CYP)    | 1:43:25 |
| –                 | Tong Weisong (CHN)           | LAP     |
| –                 | Derek Horton (GUM)           | LAP     |
| –                 | Sven Nys (BEL)               | DNF     |
| –                 | Max Plaxton (CAN)            | DNF     |
| –                 | András Parti (HUN)           | DNF     |
| –                 | Julien Absalon (FRA)         | DNF     |
| –                 | Liam Killeen (GBR)           | DNF     |
| –                 | Robert Förstemann (GER)      | DNS     |
| –                 | Michael Vingerling (NED)     | DNS     |
| –                 | Sam Bewley (NZL)             | DNS     |